# František Filipovský

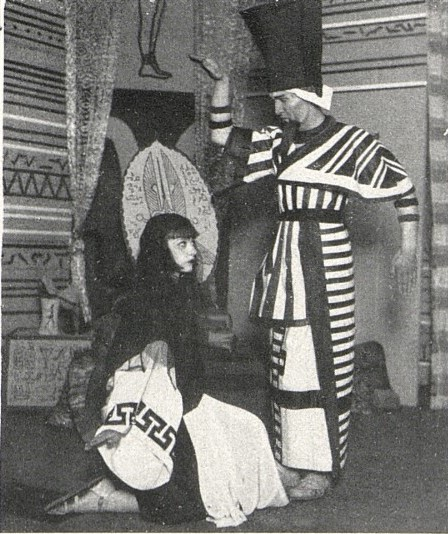
František Filipovský (velekněz Ratata), Hana Vítová (otrokyně Onomatopoe), hra Caesar, Osvobozené divadlo 1932

František Filipovský (23. září 1907 Přelouč – 26. října 1993 Praha) byl český herec, který působil v divadle, filmu, televizi, rozhlase a dabingu. Mezi nejvýraznější výkony jeho dlouhé umělecké kariéry patří role Harpagona v Molièrově hře Lakomec na scéně Národního divadla, dabing Louise de Funèse ve většině jeho filmů a také načtení románu Karla Poláčka Bylo nás pět pro Československý rozhlas.

## Život

### Mládí
Narodil se v rodině skladatele a hudebníka Františka Filipovského staršího dne 23. září 1907 v Přelouči. Měl tři starší sestry (Eliška, Marta, Marie), narodil se jako poslední dítě když tatínkovi bylo 62 roků. Měl nádherný dětský alt, každou neděli zpíval v kostele, o každých Vánocích zpíval Rybovu mši. Studoval na gymnáziu, primu a sekundu absolvoval v Hradci Králové, od tercie nastoupil v Pardubicích.

### Herecká dráha
Již od mládí se zajímal o kulturu a kromě hudby pěstoval i divadelnictví. Začínal v Kleinově venkovské divadelní společnosti, kde dostal malou roli už jako student gymnázia. Po příchodu do Prahy, kde studoval dějiny umění a estetiku, se stal členem Voicebandu E.F.Buriana. Pokračoval v roce 1930 v Intimním divadle a od roku 1931 ve smíchovské Aréně. Studia nedokončil a nastoupil na profesionální hereckou dráhu. Byl opakovaně členem Osvobozeného divadla v letech 1932 až 1938, kde sehrál řadu rolí. Nejprve na scéně U Nováků, později v Rokoku i pod názvem Spoutané divadlo a od roku 1935 opět U Nováků. V roce 1939 působil jako režisér v Divadle U Nováků Járy Kohouta a od roku 1940 pak jako šéf činohry v Moderním divadle na Žižkově, dříve Akropolis. Odtud přešel do angažmá k Jaroslavu Fošenovi na scénu Švandova divadla na Smíchově, následovalo Nezávislé divadlo, které působilo na scéně pražské Alhambry. Později přešel do Uranie v pražských Holešovicích. Od 1.8.1945 až do 31. 7. 1992 byl členem Činohry Národního divadla. Hostoval i na jiných pražských scénách (Semafor, Viola).

### Film a dabing
Hrál v desítkách československých filmů a televizních inscenací (viz níže). Proslavil se jako vynikající dabér, zejména Louise de Funèse.

### Ostatní herecké aktivity
V časté práci pro Československý rozhlas proslavila Františka Filipovského zejména četba Poláčkova románu Bylo nás pět (1955) a Mikulášových patálií René Goscinnyho (1984). Nazpíval též řadu písní na gramofonové desky. Při zahajovacím vysílání Československé televize dne 1. května 1953, byl prvním českým hercem, který dostal možnost vystoupení a živé improvizace na obrazovce. Během následujících let účinkoval v mnoha televizních inscenacích a pořadech.

### Závěr života
Od jara 1992 natáčel pokračování Arabely, kterou dokončil s vypětím sil. Na podzim 1992 byl stižen záchvatem mrtvice, po kterém ztratil hlas. František Filipovský zemřel 26. října 1993 v Praze. Pohřben je na Olšanských hřbitovech. Hrob není na přání rodiny označen.

### Rodinný život
V roce 1937 se oženil s Hildou Kvičinskou.
Jeho dcera Pavlína Filipovská se stala zpěvačkou a herečkou. František Filipovský měl syna Jana Filipovského, jenž byl vášnivým milovníkem koní a dlouholetým amatérským fotografem. Do své smrti pracoval jako fotolaborant v Československé tiskové kanceláři, ČTK.[zdroj?]

### Politický postoj
V roce 1946 podepsal prokomunistické „Májové poselství kulturních pracovníků českému lidu!“ publikované před parlamentními volbami do Národního shromáždění. Tento předvolební manifest podepsalo celkem 843 kulturních pracovníků a komunisté volby vyhráli. V roce 1948 podepsal výzvu prokomunistické inteligence Kupředu, zpátky ni krok!, jež byla vydána dne 25. února 1948 pro podporu komunistického převratu, v roce 1977 podepsal „Antichartu“.

## Film

### 30. léta
- 1932 Před maturitou – role: student
- 1933 Řeka – role: host v hotelu
- 1934 Z bláta do louže – role: číšník
- 1934 Hej rup! – role: nezaměstnaný
- 1934 U nás v Kocourkově – role: radní
- 1935 Jedna z milionu ... (boxer)
- 1935 Barbora řádí ... (akvizitér)
- 1935 Hrdina jedné noci ... (reportér)
- 1937 Lidé na kře ... (jednatel S. K. Hvězda)
- 1937 Harmonika ... (Soldánův přítel)
- 1937 Advokátka Věra ... (apač)
- 1937 Svět patří nám ... (Pinker)
- 1937 Kariéra matky Lízalky ... (operátor týdeníku)
- 1937 Panenství ... (Jenda, číšník v automatu)
- 1937 Děvčátko z venkova ... (světák v slamáku)
- 1937 Hordubalové ... (obhájce)
- 1938 Klapzubova XI. ... (funkcionář S. K. Meteor)
- 1938 Vandiny trampoty ... (Krouský)
- 1938 Bílá vrána – role: číšník
- 1938 Co se šeptá ... (strýc Adolf)
- 1938 Pán a sluha ... (zaměstnanec kanalizační služby)
- 1938 Škola základ života ... (student Ludvík Krhounek)
- 1939 Studujeme za školou ... (prokurista u firmy Vichr)
- 1939 U pokladny stál... ... (úředník pojišťovny)
- 1939 Kdybych byl tátou ... (úředník loterijní kanceláře)
- 1939 Venoušek a Stázička ... (Standa)
- 1939 Hvězda z poslední štace ... (Palička)
- 1939 Osmnáctiletá ... (faktor v tiskárně)
- 1939 Kristian ... (JUDr. Dvořáček)
- 1939 Cesta do hlubin študákovy duše ... (Mazánek)

### 40. léta
- 1940 Směry života – role: student Rybička
- 1940 Katakomby – role: servilní úředník Šmíd
- 1940 Vy neznáte Alberta? – role: FAMU – sluha Dominik
- 1940 Madla zpívá Evropě – role: učitel Urban
- 1940 Dceruška k pohledání – role: Pavel
- 1940 Okénko do nebe – role: Armandyho tajemník
- 1940 Konečně sami – role: třináctý u stolu
- 1940 Prosím, pane profesore – role: profesor
- 1940 Když Burian Prášil neboli původní Baron Prášil – role: číšník
- 1940 Život je krásný ... (sekretář nakladatele Hartla)
- 1941 Pro kamaráda ... (advokátní koncipient)
- 1941 Rukavička ... (předseda sportovní poroty)
- 1941 Roztomilý člověk ... (bratranec Jaroslav)
- 1941 Provdám svou ženu ... (krejčí Zmatlík)
- 1941 Hotel Modrá hvězda ... (účetní)
- 1941 Z českých mlýnů ... (Krákora)
- 1941 Turbina ... (výběrčí na dobročinné účely)
- 1941 Nebe a dudy ... (tajemník)
- 1941 Pantáta Bezoušek ... (advokátní koncipient)
- 1941 Těžký život dobrodruha ... (člen bandy)
- 1941 Gabriela ... (účetní František Kalista)
- 1941 Modrý závoj ... (rozhlasový pracovník)
- 1942 Muži nestárnou ... (lékárník)
- 1942 Host do domu ... (host penzionu)
- 1942 Ryba na suchu ... (Rypáček)
- 1942 Městečko na dlani ... (Stýblo)
- 1942 Velká přehrada ... (pořadatel boxerského utkání)
- 1942 Okouzlená ... (divadelní asistent)
- 1942 Přijdu hned ... (solicitátor)
- 1942 Barbora Hlavsová ... (klenotník Bartyzal)
- 1942 Zlaté dno ... (lékař)
- 1943 Experiment ... (host)
- 1943 Čtrnáctý u stolu ... (Kilián)
- 1943 Žíznivé mládí ... (učitel)
- 1943 Mlhy na blatech ... (soudní úředník Novák)
- 1944 Kouříme domovinu ... (pěstitel tabáku)
- 1944 Počestné paní pardubické ... (perníkář Flaška)
- 1945 Prosťáček ... (tulák)
- 1945 Rozina sebranec ... (lazebník)
- 1945 Řeka čaruje ... (holič J. Miláček)
- 1946 Průlom ... (Jindřich Pacner)
- 1946 Lavina ... (vrátný)
- 1946 Hrdinové mlčí ... (Vilém Kolta)
- 1946 Velký případ ... (redaktor)
- 1947 Kam s ním? ... (spisovatel Jan Neruda)
- 1947 Čapkovy povídky ... (policejní agent Pištora)
- 1947 Parohy ... (reportér)
- 1947 Nikdo nic neví ... (Petr Nový)
- 1948 O ševci Matoušovi ... (sedlák Marousek)
- 1948 Kariéra ... (Kořínek)
- 1948 Červená ještěrka ... (listonoš)
- 1949 Vzbouření na vsi ... (Mráček)

### 50. léta
- 1950 Posel úsvitu – role: úředník
- 1951 Císařův pekař – Pekařův císař ... (astrolog)
- 1951 Mikoláš Aleš ... (dr. Rýzner)
- 1952 Haškovy povídky ze starého mocnářství ... (kaplan)
- 1952 Mladá léta ... (Böhm)
- 1952 Nad námi svítá ... (Mytiska)
- 1953 První oběd ... (FAMU – strýc)
- 1953 Novoroční dar ... (FAMU, krátký – písař Merunka)
- 1953 Tajemství krve ... (lékař na přednášce)
- 1953 Večery s Jindřichem Plachtou ... (sám sebe)
- 1953 Expres z Norimberka ... (kouzelník Mrkvička)
- 1953 Komedianti ... (rychtář)
- 1954 Cirkus bude! ... (Ostrý)
- 1955 Z mého života ... (principál komediantů)
- 1955 Anděl na horách ... (referent Mejzlík)
- 1955 Jan Žižka ... (elegán)
- 1955 Vzorný kinematograf Haška Jaroslava ... (prof. Florentin)
- 1956 Platit prosím ... (venkovan)
- 1956 Muž v povětří ... (Zatrapa)
- 1956 Nezlob, Kristino! ... (kouzelník)
- 1956 Zaostřit, prosím! ... (tajemník)
- 1956 Hrátky s čertem ... (čert Karborund)
- 1956 Dobrý voják Švejk ... (agent Bretschneider)
- 1957 Konec jasnovidce ... (Jelínek)
- 1957 Florenc 13.30 ... (Kadet)
- 1957 Poslušně hlásím ... (poručík Dub)
- 1958 Morálka paní Dulské ... (taneční mistr)
- 1958 Co řekne žena ... (Pokorný)
- 1958 Hořká láska ... (Jurečka)
- 1958 O věcech nadpřirozených ... (Právní případ – agent pojišťovny)
- 1959 Jak se Franta naučil bát ... (strašidlo Cyril)
- 1959 Zpívající pudřenka ... (dr. Švarc)
- 1959 Mstitel ... (Mareček)

### 60. léta
- 1960 Zlepšovák ... (ředitel)
- 1960 Srpnová neděle ... (soused)
- 1960 U nás v Mechově ... (dr. Hertl)
- 1960 Chlap jako hora ... (Kátin otec)
- 1960 Černá sobota ... (Kubíček)
- 1961 Chvíle rozhodnutí ... (TV – 1. – vlasař)
- 1961 Procesí k Panence ... (švec Prskavec)
- 1961 Pohádka o staré tramvaji ... (Velký revizor)
- 1962 Medailonograf Františka Filipovského
- 1962 Kuřata na cestách ... (kominík Klempera)
- 1963 Velká cesta ... (kapitán)
- 1963 Mezi námi zloději ... (děda)
- 1964 Zkáza Jeruzaléma ... (role neurčena)
- 1964 Archimedov zákon ... (vedoucí účtárny)
- 1964 Za pět minut sedm ... (ředitel)
- 1964 Čintamani a podvodník ... (Příběhy sňatkového podvodníka – komisař)
- 1964 Čintamani a podvodník ... (Čintamani a ptáci – dr. Bimbal)
- 1965 Ztracená tvář ... (páter Hopsasa)
- 1966 Autorevue ... (TV – role neurčena)
- 1966 Fantom Morrisvillu ... (dr. Stolly)
- 1966 Ukradená vzducholoď ... (soudce)
- 1967 Zločin a trik II. ... (TV – Trik – role neurčena)
- 1967 Dobrodružství Toma Sawyera
- 1967 Vltava 12° ... (TV – role neurčena)
- 1967 Amatér ... (TV – Láska a chléb – role neurčena)
- 1967 Svatba jako řemen ... (otec)
- 1967 Na Žižkově válečném voze ... (Adam Chrůst)
- 1968 Automat na přání ... (ředitel školy)
- 1969 Ezop ... (otrokář)

### 70. léta
- 1970 Alexandr Dumas starší ... (TV – Picard)
- 1970 Ďábelské líbánky ... (policejní úředník)
- 1970 Fantom operety (TV seriál – klavírista operety)
- 1970 Na kometě ... (Picard)
- 1970 Pane, vy jste vdova! ... (král Oscar XV.)
- 1970 Pan Tau ... (muž s knírkem)
- 1970 Muž, který rozdával smích ... (sám sebe)
- 1970 Čtyři vraždy stačí, drahoušku! ... (Sheridan)
- 1971 Vražda v hotelu Excelsior ... (Mrázek)
- 1971 Slaměný klobouk ... (Briand)
- 1971 Dívka na koštěti ... (otec Rouska)
- 1972 Zlatá svatba ... (Lolek)
- 1972 Šest medvědů s Cibulkou ... (školní inspektor)
- 1972 Aféry mé ženy ... (Suvenýr z Paříže – Přikryl)
- 1973 Tři nevinní ... (děda Václav)
- 1973 30 panen a Pythagoras ... (Macháček)
- 1974 Jak utopit dr. Mráčka aneb Konec vodníků v Čechách ... (Bertík)
- 1974 Hodíme se k sobě, miláčku? ... (kybernetik)
- 1975 Pan Tau ... (dědeček Josef Urban)
- 1975 Dva muži hlásí příchod ... (Pazdera)
- 1975 Cirkus v cirkuse ... (reportér)
- 1975 Chalupáři ... (Klásek)
- 1976 Bouřlivé víno ... (Maruštík)
- 1976 Marečku, podejte mi pero! ... (chemikář)
- 1976 Honza málem králem ... (král)
- 1976 Náš dědek Josef ... (Prťák)
- 1977 Což takhle dát si špenát ... (děda Liška)
- 1977 Všichni proti všem ... (Komrs)
- 1977 Advokátka ... (Dolan)
- 1977 Jak se budí princezny ... (baron)
- 1977 Řeknem si to příští léto ... (Hovorka)
- 1978 Jen ho nechte, ať se bojí ... (penzista)
- 1978 Já už budu hodný, dědečku! ... (psychiatr, metař)
- 1978 Princ a Večernice ... (Kacafírek)
- 1979 Nebožtíci na bále ... (TV)
- 1979 Deváté srdce ... (šašek)

### 80. léta
- 1980 V hlavní roli Oldřich Nový ... (sám sebe)
- 1980 Arabela ... (čert Blekota)
- 1980 Nezralé maliny ... (Adolf)
- 1980 Jak se dělá smích ... (sám sebe)
- 1980 Den velkého ticha ... (školník Douša)
- 1980 Co je doma, to se počítá, pánové! ... (děda Novák)
- 1981 Zralé víno ... (Cyril Maruštík)
- 1981 V podstatě jsme normální ... (dědeček Knotek)
- 1981 Pohádka o mokrosuchém štěstí ... (principál)
- 1981 Po rozvodu ... (soused Turinský)
- 1981 Otýliina záhada ... (děda Costache)
- 1981 Otec ... (děda)
- 1981 Buldoci a třešně ... (stařík z mafie)
- 1982 Zelená vlna ... (uhlazený pán)
- 1982 Malý pitaval z velkého města ... (dědeček)
- 1982 Dynastie Nováků ... (Kurz)
- 1982 Jak svět přichází o básníky ... (důchodce Valerián)
- 1982 Dobrá voda ... (noční hlídač)
- 1983 Létající Čestmír ... (Koloušek)
- 1983 ... a zase ta Lucie! ... (prodavač zeleniny)
- 1984 Lucie, postrach ulice ... (prodavač pomerančů)
- 1984 Jak básníci přicházejí o iluze ... (důchodce Valerián)
- 1985 Slunečnice ... (stařeček)
- 1985 Medvěd ... (sluha Lukáš)
- 1986 Tichá domácnost ... (Maroušek)
- 1986 O houbovém Kubovi a princi Jakubovi ... (skřítek Podoubák)
- 1986 Mladé víno – role: Cyril Maruštík
- 1987 Zuřivý reportér ... (žebrák)
- 1987 Jak básníkům chutná život ... (důchodce Valerián)
- 1988 Evžen Oněgin ... (Triquet)

František Filipovský dále ztvárnil více než 50 malých, vedlejších a často skoro neviditelných postav (např. mladý hulán v C. a k. polním maršálkovi, reportér v Hrdinovi jedné noci, tichý fanoušek Viktorky v Mužích v offsidu či úředník pojišťovny v U pokladny stál...). Ve většině těchto rolí nebyl ani uveden v závěrečných titulcích.

## Televize
- 1966 Sedm koní a vavříny (TV film) – role: návštěvník dostihů Josef Jirásek
- 1967 Případ paní Luneauové (TV soudnička – 3. díl z cyklu Soudničky) – role: kostelník
- 1967 Klapzubova jedenáctka (TV seriál) – role: neurčena (4. díl)
- 1968 Hříšní lidé města pražského (TV seriál) – role: detektiv Mrázek
- 1968 Kdo snědl holoubátka (TV pohádka z cyklu České pohádky – 3. díl) – role: švec
- 1968 Pražský Sherlock Holmes (TV komedie) – role: revírní inspektor Venkrát
- 1970 Vražedný týden (TV filmová komedie s detektivní zápletkou) – role: Ludvík Adam
- 1970 Bližní na tapetě (TV cyklus mikrokomedií Malé justiční omyly) – role: soused (4.příběh: Muž v domácnosti)
- 1970 Bližní na tapetě (TV cyklus mikrokomedií Malé justiční omyly) – role: pan Hlava (6.příběh: Obchodník)
- 1972 Úsměvy světa (O' Henry) (TV inscenace 4 povídek) – role: pan Wesay (2.povídka: Šifra pana Collowaye)
- 1973 Kukačky (TV film) – role: Rudolfův kolega
- 1975 30 případů majora Zemana ( TV seriál) – díly: Loď do Hamburku, Kleště – role: překupník Bína, Bestie - role: dentista Houdek
- 1976 Preclíková válka (TV komedie) – role: děda Emanuel Danda
- 1977 Což takhle dát si špenát
- 1984 Bambinot (TV seriál) – role: sluha Joachim
- 1987 Panoptikum města pražského (TV seriál) – role: detektiv Mrázek)
- 1993 Arabela se vrací (TV seriál) – role: čert Blekota

## Divadelní role (výběr)
- 1932 V+W: Robin zbojník, zbojník Šarlát, Osvobozené divadlo, režie Jindřich Honzl
- 1932 V+W: Caesar, velekněz Ratata, Osvobozené divadlo, režie Jindřich Honzl
- 1933 V+W: Svět za mřížemi, žurnalista, Osvobozené divadlo, režie Jindřich Honzl
- 1933 V+W: Osel a stín, žebrák Neplechides, Osvobozené divadlo, režie Jindřich Honzl
- 1934 V+W: Slaměný klobouk, sluha Felix, Osvobozené divadlo, režie Jindřich Honzl
- 1934 V+W: Kat a blázen, Rodrigo, Osvobozené divadlo, režie Jindřich Honzl
- 1935 V+W: Vždy s úsměvem, E. Kohout, Osvobozené divadlo, režie Jindřich Honzl
- 1935 V+W: Balada z hadrů, Filip Sermoise, Spoutané divadlo, režie Jindřich Honzl
- 1935 V+W: Panoptikum, Johann Gutenberg, Osvobozené divadlo, režie Jindřich Honzl
- 1938 V+W: Pěst na oko, římský voják, K. H. Borovský a další 2 role, Osvobozené divadlo, režie Jindřich Honzl
- 1939 Komediant a dáma, vyvolavač, Divadlo U Nováků, režie František Filipovský
- 1940 A. Jirásek: F. L. Věk, F. L. Věk, Moderní divadlo, režie František Filipovský
- 1942 J. Orten: Isabela španělská, Dr. Bašeco, Uranie, režie A. Klimeš
- 1945 Molière: Misantrop, Klitandr, Stavovské divadlo, režie Karel Dostal
- 1946 J. J. Kollár: Pražský žid, Přibík Jeníšek, Stavovské divadlo, režie Jindřich Honzl
- 1947 W. Shakespeare: Jak se vám líbí, Le Beau, Stavovské divadlo, režie Karel Dostal
- 1947 A. K. Tolstoj: Car Ivan Hrozný, První hadač, Národní divadlo, režie Aleš Podhorský
- 1948 N. V. Gogol: Revizor, Poštmistr, Národní divadlo, režie Jindřich Honzl
- 1948 V. K. Klicpera: Hadrián z Římsů, Srpoš, Tylovo divadlo, režie Josef Pehr
- 1950 Molière: Lakomec, Harpagon, Tylovo divadlo, režie A. Dvořák a Jaroslav Průcha
- 1950 W.Shakespeare: Zkrocení zlé ženy, Gremio, Tylovo divadlo, režie František Salzer
- 1952 B. Smetana: Prodaná nevěsta, Principál, Národní divadlo, režie Ladislav Boháč
- 1953 J. Drda: Hrátky s čertem, Karborund, Národní divadlo, režie František Salzer
- 1954 G. Zapolska: Morálka paní Dulské, Pan Dulský, Tylovo divadlo, režie Miloš Nedbal
- 1957 M. Držič: Dundo Maroje, Popiva, Tylovo divadlo, režie Bojan Stupica
- 1959 W. Shakespeare: Hamlet, První hrobník, Národní divadlo, režie Jaromír Pleskot
- 1959 J. Suchý: Člověk z půdy, Antonín Sommer, Semafor, režie V.Lohniský, J. Němeček, J. Vrba
- 1961 C. Goldoni: Poprask na laguně, Patron Vicenzo, Tylovo divadlo, režie Miroslav Macháček
- 1962 W. Shakespeare: Veselé paničky Windsdorské, hospodský, Tylovo divadlo, režie Jaromír Pleskot
- 1964 A. Jirásek: Lucerna, Pan Franc, Tylovo divadlo, režie Zdeněk Štěpánek
- 1965 K. Čapek, Ze života hmyzu, Parazit, Národní divadlo, režie Miroslav Macháček
- 1968 A. Jirásek: Jan Roháč, Žebravý mnich, Tylovo divadlo, režie Václav Špidla
- 1971 C. Goldoni: Vějíř, Timoteo, Tylovo div., režie Karol L. Zachar
- 1974 E. Rostand: Cyrano z Bergeracu, Dotěrný muž, Tylovo divadlo, režie Miroslav Macháček
- 1976 F. Langer: Periferie, Pán, Tylovo divadlo, režie Václav Hudeček
- 1979 L. Stroupežnický: Naši furianti, Petr Dubský, Tylovo divadlo, rež. Miroslav Macháček
- 1983 A. Jirásek: Lucerna, Franc, ND, režie František Laurin

## Rozhlasové role
- 1950 William Shakespeare: Sen noci svatojánské, režie: Josef Bezdíček. Hráli: Václav Voska (Lysandr), Vladimír Ráž (Demeteus), František Filipovský (Klubko), Antonín Jedlička (Pískálek), Josef Hlinomaz (Tlamička), Saša Myšková (Hermie), Drahomíra Hůrková (Helena), Vítězslav Vejražka (Oberon), Jaroslava Adamová (Puk). Hudba: Václav Trojan.[12]
- 1953 Karla Poláčka:Bylo nás pět, četba na pokračování [13]
- 1954 Karel Čapek: Ukradený spis 139/VII. odd. C, četl: František Filipovský, režie: Jaroslav Burian

## Dabing (výběr)
- 1949 Nebezpečná křižovatka - Vladimír Dorofejev (Šurmin)
- 1950 Život v kanafasu - Walter Gross (konferenciér v Schönebergu)
- 1954 Klub Pickwickovců - Alan Wheatley (Fogg)
- 1957 Zlaté věže - Charles Lamb (pan Richards) + (vedoucí slévárny) + (policista)
- 1963 Výhodná koupě - Louis de Funès (komisař Viralot/sekretář Viralot)
- 1963 Ďábel a desatero - Louis de Funès (Vaillant)
- 1966 Old Shatterhand - Ralf Wolter (Sam Hawkens)
- 1966 Mrazík – Georgi Milljar (Baba Jaga)
- 1967 Vinnetou - poslední výstřel - Ralf Wolter (Sam Hawkens)
- 1968 Četník ze Saint Tropez - Louis de Funès (strážmistr Cruchot)
- 1968 Četník v New Yorku - Louis de Funès (strážmistr Cruchot)
- 1968 Angelika a král – Pasquale Martino (Savary)
- 1969 Senzační prázdniny - Louis de Funès (Charles Bosquier)
- 1969 Nezkrotná Angelika – Pasquale Martino (Savary)
- 1970 Četník se žení - Louis de Funès (strážmistr Cruchot)
- 1971 Báječná Angelika – Noël Roquevert (Bourjus)
- 1971 Četník ve výslužbě - Louis de Funès (strážmistr Cruchot)
- 1971 Hibernatus - Louis de Funès (Hubert de Tartas)
- 1971 Oskar (film, 1967) - Louis de Funès (Bertrand Barnier)
- 1971 Tetovaný - Louis de Funès (Félicien Mézeray)
- 1972 Piti Piti Pa - Louis de Funès (Evan Evans)
- 1972 Velký flám - Louis de Funès (Stanislas LeFort)
- 1972 Na stromě - Louis de Funès (Henri Roubier)
- 1974 Tonoucí se stébla chytá - Louis de Funès (Louis-Philippe Fourchaume)
- 1975 Fantomas se zlobí - Louis de Funès (komisař Juve)
- 1975 Pošetilost mocných - Louis de Funès (Don Salluste de Bazan)
- 1976 Kapitán Fracasse - Louis de Funès (Scapin)
- 1977 Fantomas - Louis de Funès (komisař Juve)
- 1977 Smolař - Louis de Funès (Leopold Saroyan)
- 1977 Fantomas kontra Scotland Yard - Louis de Funès (komisař Juve)
- 1979 Markýz de Bois-Doré - Olivier Hussenot (Jovelin)
- 1979 Křidýlko nebo stehýnko - Louis de Funès (Charles Duchemin)
- 1981 Jeden hot a druhý čehý - Louis de Funès (Guillaume Daubray-Lacaze)
- 1982 Četník a mimozemšťané - Louis de Funès (strážmistr Cruchot)
- 1984 Četník a četnice - Louis de Funès (strážmistr Cruchot)
- 1984 Čaroděj ze země Oz (král země Oz)
- 1984–1986 Nekonečný příběh - Sydney Bromley (skřítek Engywook)
- 1987 Grand restaurant pana Septima - Louis de Funès (pan Septime)

## Seznam písní (výběr)
poz. – píseň – duet – (autor hudby/autor textu)
(h:/t:) – doposud nezjištěný autor hudby nebo textu
- (na doplnění)

- Co na světě mám rád – František Filipovský & Jiří Voskovec & Jan Werich – (Jaroslav Ježek / Jiří Voskovec a Jan Werich)
- Holduj tanci, pohybu – (Jaroslav Ježek / Jan Werich)
- Já mám tramway novou – (h:/t:)
- Chudák Jarolím – František Filipovský a Svatava Černá – (h:/t:)
- Konšelská – (Jaroslav Ježek / Jiří Voskovec a Jan Werich)
- Má roztomilá Baruško – (h:/t:)
- Máš-li kapičku štěstí (With A Little Bit Of Luck) – Waldemar Matuška a František Filipovský – (Frederick Loewe / Ota Ornest) – z muzikálu My Fair Lady
- Od čtyř do sedmi – Pavlína Filipovská a František Filipovský – (h:/t:)
- Veselo je, kde je muzika – (h:/t:)
- Elektrický valčík (J. Uhlíř/ Z. Svěrák) – sbor

## Diskografie, kompilace (výběr)
- Staropražské písničky – Reader's Digest (4 CD) – cd1-02. Má roztomilá Baruško/16. Já mám tramway novou, cd2- 05. Veselo je, kde je muzika/15. Pavlína Filipovská a František Filipovský – Od čtyř do sedmi, cd3-10. František Filipovský a Svatava Černá – Chudák Jarolím/15. Popelář
- 1966 Karel Poláček : Bylo nás pět – Supraphon – (mluvené slovo)
- 1995 Písničky z hospod Staré Prahy I – Supraphon, – 11. Má roztomilá Baruško, 15. Já mám tramway novou.
- 1998 Ferda mravenec doma a v cizích službách – Supraphon – (mluvené slovo)
- 2006 Zavřete oči, přicházejí... – Radioservis – 2CD
- 2007 František Filipovský čte povídky Jaroslava Haška – Radioservis – (mluvené slovo)
- 2007 Jak čert u sedláka sloužil a 3 další pohádky – Supraphon – (mluvené slovo)
- 2008 Karel Poláček: Bylo nás pět – Supraphon – (kompletní nahrávka, mluvené slovo)

## Ocenění a posmrtné připomínky
- 1958 titul Zasloužilý umělec[7]
- 1984 titul Národní umělec[7]
- 1994 mu byla in memoriam udělena Cena za celoživotní mistrovství v dabingu [14]
- Na jeho počest skvělého dabéra se od roku 1995 uděluje Cena Františka Filipovského za herecký výkon v dabingu[15]
- V pražských Satalicích je po něm pojmenována ulice.[16][17]
- Na jeho rodném domě v Přelouči byla roku 1994 osazena pamětní deska.[18]
- V roce 2013 vydala Česká mincovna stříbrnou pamětní medaili s portrétem Františka Filipovského [19]